# IC 79
IC 79 ist eine elliptische Galaxie vom Hubble-Typ E/S0 im Sternbild Walfisch südlich des Himmelsäquators. Sie ist schätzungsweise 564 Millionen Lichtjahre von der Milchstraße entfernt und hat einen Durchmesser von etwa 150.000 Lichtjahren.

Im selben Himmelsareal befinden sich u. a. die Galaxien IC 77, IC 78, IC 82. 
Das Objekt wurde am 30. August 1892 vom französischen Astronomen Stéphane Javelle entdeckt.